# Helena Bonham Carter
Helena Bonham Carter CBE (Londra, 26 maggio 1966) è un'attrice britannica, candidata due volte al Premio Oscar e vincitrice di un Premio BAFTA.

## Biografia

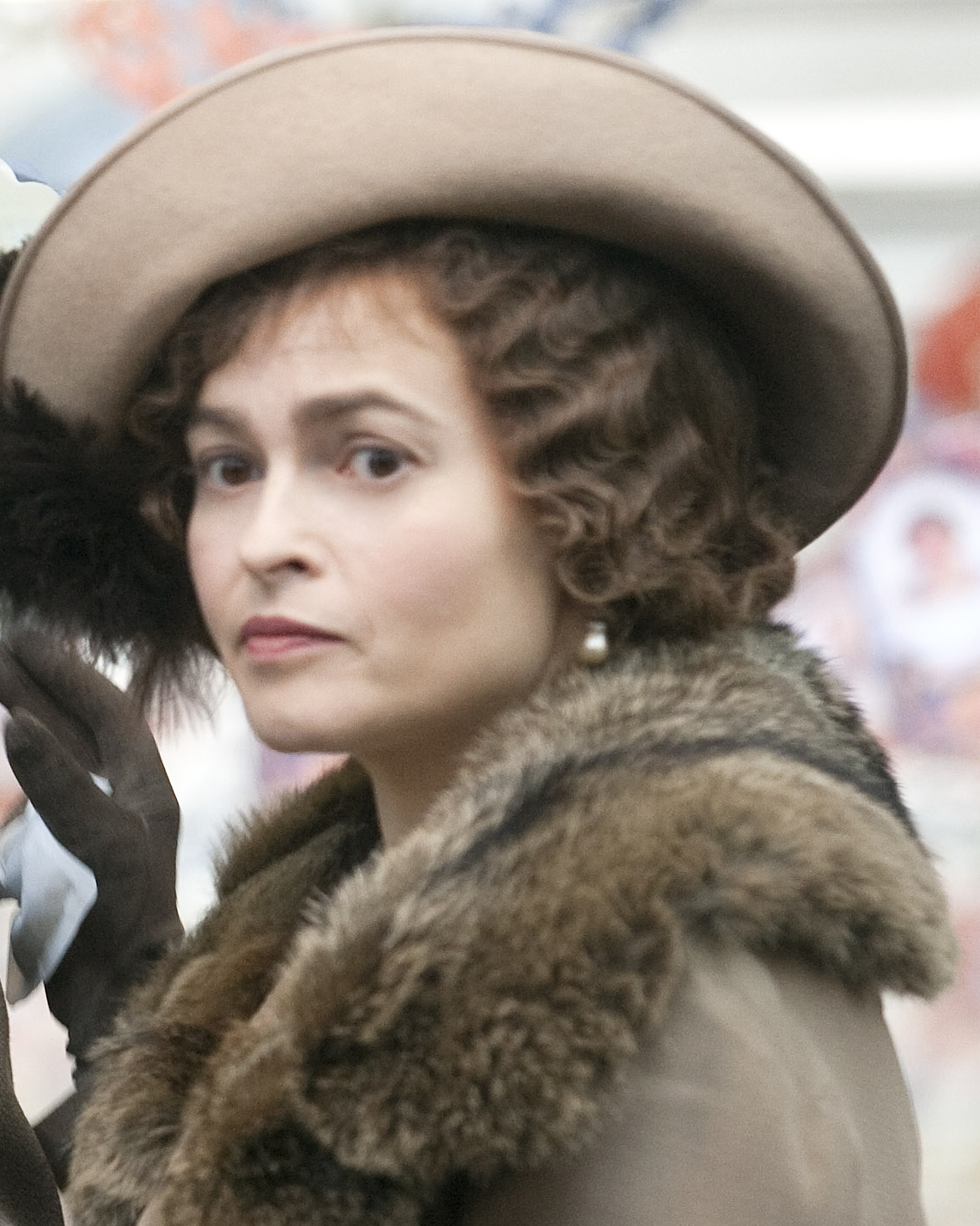
Helena Bonham Carter durante le riprese del Il discorso del re (2009)

È nata nel 1966 a Golders Green, un quartiere di Londra, da Raymond Bonham Carter (banchiere inglese, figlio del politico liberale Sir Maurice Bonham Carter e della scrittrice Violet Bonham Carter, a sua volta figlia del primo ministro Herbert Henry Asquith) e da Elena Propper de Callejón; quest'ultima è una psicoterapeuta inglese, figlia della pittrice Hélène Fould-Springer (ebrea di origini austriache e francesi) e del diplomatico spagnolo Eduardo Propper de Callejón (figlio a sua volta di un ebreo boemo e di una spagnola di religione cattolica), che durante la seconda guerra mondiale si mobilitò per salvare la vita di migliaia di ebrei dalle persecuzioni naziste, atto per cui è stato riconosciuto Giusto tra le nazioni.
È pronipote del regista Anthony Asquith.
Bonham Carter ha avuto un'infanzia estremamente travagliata: quando aveva 5 anni sua madre soffrì di un esaurimento nervoso (da cui si riprese molto in là con gli anni), e a 13 anni suo padre rimase paralizzato a causa di complicazioni in un intervento al cervello per neurinoma acustico. Con l'uomo in ospedale vinse un concorso di poesia, e usò i soldi per mettere la sua foto in un catalogo di casting. Dopo poco assunse un agente, che l'aiutò a muovere i primi passi nel mondo dello spettacolo.
È stata legata dal 1994 al 1999 all'attore Kenneth Branagh e nel 2001 ha iniziato una relazione con il regista Tim Burton, da cui ha avuto due figli: Billy Ray, nato nel 2003 e Nell, nata nel 2007. All'inizio del 2014 i due si separano ma rendono pubblica la notizia solamente alla fine dell'anno.

### Carriera
Il primo lavoro risale al 1982, all'età di 16 anni, quando si esibì nella parte di Giulietta alla scuola di Westminster. Il suo primo successo fu Un giardino di rose, uno sceneggiato tratto dal romanzo omonimo di K.M. Peyton.

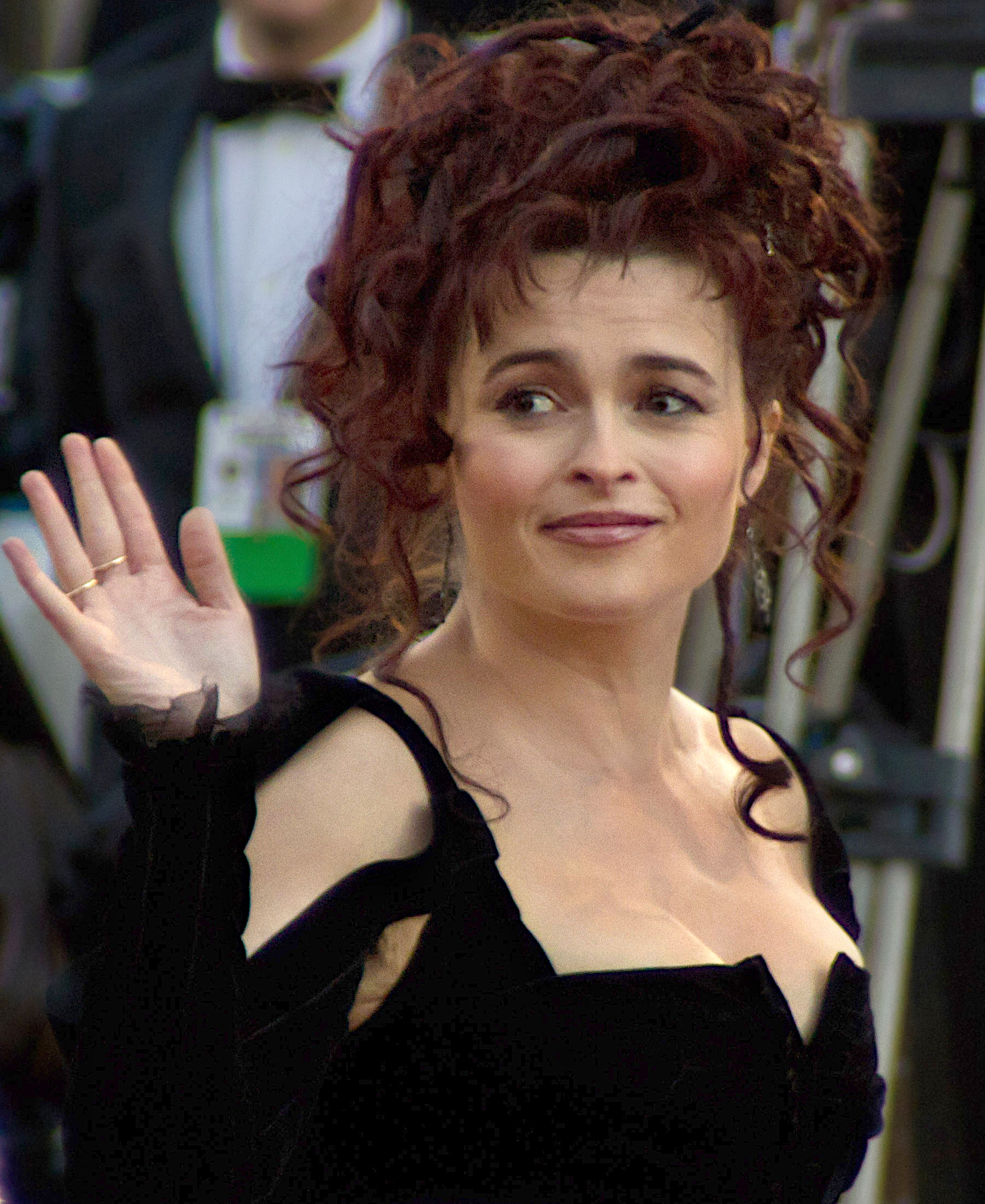
Helena Bonham Carter ai Premi Oscar 2011

Il primo film cinematografico è anche il suo primo ruolo da protagonista, Lady Jane (1986) di Trevor Nunn. La pellicola Camera con vista (1985) di James Ivory, girato dopo Lady Jane ma distribuito prima, segna il suo esordio cinematografico, dove interpreta la parte di Lucy Honeychurch. Condivide il set con Judi Dench e Maggie Smith e, all'uscita del film nelle sale, raggiunge un subitaneo successo di critica e pubblico.
Dopo essersi affermata nel panorama cinematografico inglese come attrice per ruoli drammatici, Helena parte per gli Stati Uniti, dove interpreterà due episodi della serie televisiva Miami Vice. Tornata in patria interpretò diversi film, per il cinema e la TV, tutti da protagonista. Fra di essi Amleto (1990), con Mel Gibson e Glenn Close e i due adattamenti da romanzi di Forster Monteriano - Dove gli angeli non osano metter piede (1991) e Casa Howard (1992).
Negli anni novanta recita in Frankenstein di Mary Shelley (1994) di Kenneth Branagh, al fianco di Robert De Niro, La dea dell'amore (1995) di Woody Allen, La dodicesima notte (1996) di Trevor Nunn e Le ali dell'amore (1997) di Iain Softley, film per cui ottiene la nomination all'Oscar. Interpreta Marla Singer in Fight Club (1999) di David Fincher.
Nel 2001 recita in Novocaine di David Atkins e Planet of the Apes - Il pianeta delle scimmie di Tim Burton. Burton, al quale è stata legata sentimentalmente, la vuole nel doppio ruolo della strega e di Jenny, la ragazza innamorata del protagonista, in Big Fish - Le storie di una vita incredibile (2003). Sempre con Burton recita in La fabbrica di cioccolato (2004) e Sweeney Todd - Il diabolico barbiere di Fleet Street (2007) e come doppiatrice in La sposa cadavere (2005). Come doppiatrice, sempre nel 2005, ha lavorato anche in Wallace & Gromit - La maledizione del coniglio mannaro di Nick Park e Steve Box.
Interpreta Bellatrix Lestrange nei film Harry Potter e l'Ordine della Fenice (2007) e Harry Potter e il principe mezzosangue (2009), e ha partecipato anche ai due film conclusivi della saga, Harry Potter e i Doni della Morte - Parte 1 (2010) e Harry Potter e i Doni della Morte - Parte 2 (2011).
Nel 2009 la rivista The Times inserisce la Bonham Carter al primo posto tra le più grandi attrici britanniche di tutti i tempi, seguita da Julie Andrews, Helen Mirren, Maggie Smith, Judi Dench, Elizabeth Taylor e Audrey Hepburn. Nel 2010 Helena indossa i panni della Regina Rossa (Regina di Cuori) in Alice in Wonderland diretto dall'allora compagno Tim Burton. Successivamente veste i panni della consorte di Re Giorgio VI Elizabeth Bowes-Lyon nel film di Tom Hooper Il discorso del re. Quest'ultima interpretazione le ha valso il premio BAFTA alla migliore attrice non protagonista e la nomination all'Oscar alla migliore attrice non protagonista. Sempre con Tom Hooper sarà nel cast del musical Les Misérables, e viene nuovamente diretta da Tim Burton nella commedia gotica Dark Shadows, nel ruolo della psichiatra Julia Hoffman.
Nel 2013 prende parte al film The Lone Ranger, al fianco di Johnny Depp. Nel 2015 interpreta la Fata Madrina nel film Cenerentola, diretto da Kenneth Branagh. Sempre nel 2015 prende parte al film storico Suffragette, al fianco di Meryl Streep e Carey Mulligan.
Nel 2016 torna a interpretare la Regina Rossa in Alice attraverso lo specchio diretto da James Bobin. Nella seconda metà del 2016 comincia le riprese di Ocean's 8 diretto da Gary Ross. Il film è uscito a giugno 2018. Sempre nel 2018, entra nel cast della serie The Crown nel ruolo della principessa Margaret dove recita per la terza e la quarta stagione.
Nel 2020 prende parte al film prodotto da Netflix, Enola Holmes, nei panni di Eudoria Holmes, madre della protagonista, per poi riprendere questo stesso ruolo in Enola Holmes 2. Per il canale Channel 4, nello stesso anno, prende parte come narratrice al cortometraggio animato Quentin Blake’s Clown.

## Immagine pubblica
Helena Bonham Carter è nota anche per il suo stile non convenzionale ed eccentrico. Vanity Fair l'ha citata nella sua lista delle persone vestite meglio del 2010 ed è stata selezionata da Marc Jacobs come volto della sua campagna pubblicitaria autunno/inverno 2011. Ha menzionato Vivienne Westwood e Maria Antonietta come le sue principali influenze di moda.

## Filmografia

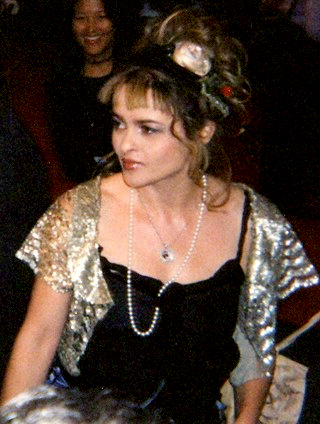
Helena al Toronto International Film Festival 2005

### Attrice

#### Cinema
- Camera con vista (A Room with a View), regia di James Ivory (1985)
- Lady Jane, regia di Trevor Nunn (1986)
- Maurice, regia di James Ivory (1987) - non accreditata
- La maschera, regia di Fiorella Infascelli (1988)
- Francesco, regia di Liliana Cavani (1989)
- Senza nessun timore (Getting It Right), regia di Randal Kleiser (1989)
- Amleto (Hamlet), regia di Franco Zeffirelli (1990)
- Monteriano - Dove gli angeli non osano metter piede (Where Angels Fear to Tread), regia di Charles Sturridge (1991)
- Casa Howard (Howards End), regia di James Ivory (1992)
- Frankenstein di Mary Shelley (Mary Shelley's Frankenstein), regia di Kenneth Branagh (1994)
- La dea dell'amore (Mighty Aphrodite), regia di Woody Allen (1995)
- Il museo di Margaret (Margaret's Museum), regia di Mort Ransen (1995)
- Jeremy Hardy Gives Good Sex, regia di Marcus Mortimer (1995)
- La 12ª notte (Twelfth Night: Or What You Will), regia di Trevor Nunn (1996)
- Portraits chinois, regia di Martine Dugowson (1996)
- Le ali dell'amore (The Wings of the Dove), regia di Iain Softley (1997)
- La stagione dell'aspidistra (Keep the Aspidistra Flying), regia di Robert Bierman (1997)
- The Petticoat Expeditions, regia di Pepita Ferrari (1997)
- Amori e vendette (The Revengers' Comedies), regia di Malcolm Mowbray (1998)
- La teoria del volo (The Theory of Flight), regia di Paul Greengrass (1998)
- Fight Club, regia di David Fincher (1999)
- Women Talking Dirty, regia di Coky Giedroyc (1999)
- Planet of the Apes - Il pianeta delle scimmie (Planet of the Apes), regia di Tim Burton (2001)
- Novocaine, regia di David Atkins (2001)
- The Heart of Me, regia di Thaddeus O'Sullivan (2002)
- Till Human Voices Wake Us, regia di Michael Petroni (2002)
- Big Fish - Le storie di una vita incredibile (Big Fish), regia di Tim Burton (2003)
- La fabbrica di cioccolato (Charlie and the Chocolate Factory), regia di Tim Burton (2005)
- Conversations with Other Women, regia di Hans Canosa (2005)
- Sixty Six, regia di Paul Weiland (2006)
- Harry Potter e l'Ordine della Fenice (Harry Potter and the Order of the Phoenix), regia di David Yates (2007)
- Sweeney Todd - Il diabolico barbiere di Fleet Street (Sweeney Todd: The Demon Barber of Fleet Street), regia di Tim Burton (2007)
- Terminator Salvation, regia di McG (2009)
- Harry Potter e il principe mezzosangue (Harry Potter and the Half-Blood Prince), regia di David Yates (2009)
- Alice in Wonderland, regia di Tim Burton (2010)
- Il discorso del re (The King's Speech), regia di Tom Hooper (2010)
- Harry Potter e i Doni della Morte - Parte 1 (Harry Potter and the Deathly Hallows: Part I), regia di David Yates (2010)
- Harry Potter e i Doni della Morte - Parte 2 (Harry Potter and the Deathly Hallows: Part II), regia di David Yates (2011)
- Dark Shadows, regia di Tim Burton (2012)
- Grandi speranze (Great Expectations), regia di Mike Newell (2012)
- Les Misérables, regia di Tom Hooper (2012)
- The Lone Ranger, regia di Gore Verbinski (2013)
- Lo straordinario viaggio di T.S. Spivet (The Young and Prodigious Spivet), regia di Jean-Pierre Jeunet (2013)
- Cenerentola (Cinderella), regia di Kenneth Branagh (2015)
- Suffragette, regia di Sarah Gavron (2015)
- Alice attraverso lo specchio (Alice Through the Looking Glass), regia di James Bobin (2016)
- 55 passi (55 Steps), regia di Bille August (2017)
- Ocean's 8, regia di Gary Ross (2018)
- Tintoretto: a Rebel in Venice , regia di Giuseppe Domingo Romano (2019)[13]
- Dragonheart: Vengeance, regia di Ivan Silvestrini (2020)
- Enola Holmes, regia di Harry Bradbeer (2020)
- Enola Holmes 2, regia di Harry Bradbeer (2022)
- One Life, regia di James Hawes (2023)
- Four Letters of Love, regia di Polly Steele (2024)

#### Televisione
- A Pattern of Roses, regia di Lawrence Gordon Clark (1983) - opera teatrale trasmessa in TV
- Miami Vice – serie TV, episodi 3x15-3x16 (1987)
- The Vision – serie TV, episodio 4x01 (1987)
- Passione sotto la cenere (A Hazard of Hearts), regia di John Hough – film TV (1987)
- Theatre Night – serie TV, episodio 4x01 (1989)
- Jackanory – serie TV, 5 episodi (1991)
- Dancing Queen, regia di Nick Hamm – film TV (1993)
- Mio marito è innocente (Fatal Deception: Mrs. Lee Harvey Oswald), regia di Robert Dornhelm – film TV (1993)
- Occhi nel buio (A Dark Adapted Eye), regia di Tim Fywell – film TV (1994)
- Absolutely Fabulous – serie TV, episodio 2x01 (1994)
- Humanoids from the Deep, regia di Jeff Yonis – film TV (1996) - non accreditata
- Merlino – miniserie TV (1998)
- The Nearly Complete and Utter History of Everything, regia di Dewi Humphreys, Paul Jackson e Matt Lipsey – film TV (1999)
- Live from Baghdad, regia di Mick Jackson – film TV (2002)
- Henry VIII – miniserie TV (2003)
- Magnificent 7, regia di Kenneth Glenaan – film TV (2005)
- Enid, regia di James Hawes – film TV (2009)
- Toast, regia di S.J. Clarkson – film TV (2010)
- Burton & Taylor, regia di Richard Laxton – film TV (2013)
- Turks & Caicos, regia di David Hare – film TV (2014)
- In guerra tutto è concesso (Salting the Battlefield), regia di David Hare – film TV (2014)
- Love, Nina – serie TV, 5 episodi (2016)
- The Crown – serie TV, 18 episodi (2019-2020)
- Harry Potter 20º anniversario - Ritorno a Hogwarts (Harry Potter 20th Anniversary: Return to Hogwarts), regia di Eran Creevy, Joe Pearlman, Giorgio Testi – film TV (2022)
- Cuccioli nella natura – serie TV, 8 episodi (2022)
- Nolly, regia di Peter Hoar – miniserie TV (2023)

#### Cortometraggi
- Six Minutes with Ludwig, regia di Daniel Nyiri (1988)
- Butter, regia di Alan Cumming (1994)
- Football, regia di Gaby Dellal (2001)

### Doppiatrice
- Brown Bear's Wedding, regia di Peter Lewis – film TV (1991)
- White Bear's Secret, regia di Peter Lewis – film TV (1992)
- The Great War and the Shaping of the 20th Century – serie TV, episodi 1x01-1x04 (1996)
- Carnivàle, regia di Deane Taylor (2000)
- Wallace & Gromit - La maledizione del coniglio mannaro (Wallace & Gromit: The Curse of the Were-Rabbit), regia di Nick Park e Steve Box (2005)
- La sposa cadavere (Corpse Bride), regia di Tim Burton e Mike Johnson (2005)
- Il Gruffalo, regia di Max Lang e Jakob Schuh – cortometraggio (2009)
- Gruffalo e la sua piccolina (The Gruffalo Child), regia di Johannes Weiland e Uwe Heischötter – cortometraggio (2011)
- Night Will Fall - Perché non scenda la notte – documentario (2014)
- Call of Duty: Black Ops IIII - videogioco (2018)
- Dark Crystal - La resistenza (The Dark Crystal: Age of Resistance), regia di Louis Leterrier (2019)
- Quentin Blake's Clown, regia di Luigi Berio (2020)
- Dragonheart: Vengeance, regia di Ivan Silvestrini (2020)
- The House, regia di Emma De Swaef, Marc James Roels, Niki Lindroth von Bahr e Paloma Baeza (2022)
- Il coniglietto di velluto, regia di Rick Thiele (2023) – cortometraggio

## Teatro
- La tempesta di William Shakespeare. Oxford Playhouse di Oxford (1987)
- La donna in bianco, da Wilkie Collins. Greenwhich Theatre di Londra (1988)
- Il giardino di gesso di Enid Bagnold. Yvonne Arnauld Theatre di Guildford (1989)
- La casa di Bernarda Alba di Federico García Lorca. Nottingham Playhouse di Nottingham (1991)
- Il barbiere di Siviglia di Pierre-Augustin Caron de Beaumarchais. Palace Theatre di Watford (1992)
- Trelawney of the Wells di Arthur Wing Pinero. Comedy Theatre di Londra (1992)

## Riconoscimenti
- Premio Oscar
  - 1998 – Candidatura alla migliore attrice per Le ali dell'amore
  - 2011 – Candidatura alla migliore attrice non protagonista per Il discorso del re
- Golden Globe
  - 1994 – Candidatura alla migliore attrice in una miniserie o film televisivo per Mio marito è innocente
  - 1998 – Candidatura alla migliore attrice in un film drammatico per Le ali dell'amore
  - 1998 – Candidatura alla migliore attrice non protagonista in una serie, miniserie o film televisivo per Merlino
  - 2003 – Candidatura alla migliore attrice in una miniserie o film televisivo per Live from Baghdad
  - 2008 – Candidatura alla migliore attrice in un film commedia o musicale per Sweeney Todd – Il diabolico barbiere di Fleet Street
  - 2011 – Candidatura alla migliore attrice non protagonista per Il discorso del re
  - 2014 – Candidatura alla migliore attrice in una miniserie o film televisivo per Burton & Taylor
  - 2020 – Candidatura alla migliore attrice non protagonista in una serie, miniserie o film televisivo per The Crown
  - 2021 – Candidatura alla miglior attrice in una serie drammatica per The Crown
- British Academy Film Awards
  - 1992 – Candidatura alla migliore attrice non protagonista per Casa Howard
  - 1998 – Candidatura alla migliore attrice per Le ali dell'amore
  - 2011 – Migliore attrice non protagonista per Il discorso del re
- Screen Actors Guild Award
  - 1998 – Candidatura alla migliore attrice per Le ali dell'amore
  - 2011 – Miglior cast per Il discorso del re
  - 2011 – Candidatura alla migliore attrice non protagonista per Il discorso del re
  - 2013 – Candidatura al miglior cast per Les Misérables
  - 2014 – Candidatura alla migliore attrice in una miniserie o film televisivo per Burton & Taylor
  - 2020 – Miglior cast per The Crown
  - 2020 – Candidatura alla migliore attrice in una serie drammatica per The Crown
  - 2021 – Candidatura al miglior cast per The Crown

## Doppiatrici italiane
Nelle versioni in italiano delle sue opere, Helena Bonham Carter è stata doppiata da:
- Claudia Razzi in Merlino, La fabbrica di cioccolato, Sweeney Todd - Il diabolico barbiere di Fleet Street, Terminator Salvation, Enid, Alice in Wonderland, Dark Shadows, Grandi speranze, The Lone Ranger, Turks & Caicos, In guerra tutto è concesso, Cenerentola, Suffragette, Alice attraverso lo specchio, 55 passi, Ocean's 8, Enola Holmes, Enola Holmes 2
- Laura Boccanera in Planet of the Apes - Il pianeta delle scimmie, Harry Potter e l'Ordine della Fenice, Harry Potter e il principe mezzosangue, Harry Potter e i Doni della Morte - Parte 1, Harry Potter e i Doni della Morte - Parte 2, Harry Potter 20º anniversario - Ritorno a Hogwarts, One Life
- Giuppy Izzo ne Le ali dell'amore, Amori e vendette, Live from Baghdad, Les Misérables
- Antonella Rinaldi in Amleto, Il museo di Margaret
- Cristiana Lionello ne La dea dell'amore, Big Fish - Le storie di una vita incredibile
- Micaela Esdra ne La 12ª notte, Fight Club
- Eleonora De Angelis in Novocaine, Sixty Six
- Cristina Boraschi in Lady Jane (ridoppiaggio), Frankenstein di Mary Shelley
- Caterina Sylos Labini in Camera con vista
- Georgia Lepore in Lady Jane
- Susanna Fassetta in Passione sotto la cenere
- Emanuela Rossi in Francesco
- Gabriella Borri in Monteriano - Dove gli angeli non osano metter piede
- Rita Baldini in Casa Howard
- Maddalena Vadacca in Mio marito è innocente
- Mavi Felli ne La stagione dell’aspidistra
- Roberta Greganti ne La teoria del volo
- Laura Romano ne Il discorso del re
- Debora Magnaghi ne Lo straordinario viaggio di T.S. Spivet
- Valentina Pollani in The Crown

Da doppiatrice è sostituita da:
- Claudia Razzi ne La sposa cadavere, Night Will Fall - Perché non scenda la notte, Dark Crystal - La resistenza
- Olivia Manescalchi ne Il Gruffalo[14], Gruffalo e la sua piccolina[15]
- Giò Giò Rapattoni in Wallace & Gromit - La maledizione del coniglio mannaro
- Marisa Della Pasqua in Call of Duty: Black Ops IIII
- Antonella Giannini in The House